# Hidrološki ciklus
Hidrološki ciklus stalni je proces kruženja, obnavljanja i prividnog gubljenja tekućine na planetnom tijelu (planetu ili prirodnom satelitu).
U užem smislu označava kruženje vode na Zemlji. Zemlja se smatra zatvorenim hidrološkim sustavom. Znanost koja se bavi hidrološkim ciklusima zove se hidrologija.
Najjednostavnije je tumačenje Zemljina hidrološkog ciklusa da djelovanjem Sunčeve toplinske energije voda stalno isparava s površine oceana, mora i drugih kopnenih i vodenih površina. Te se pare dižu u Zemljinu atmosferu gdje se kondenziraju i padaju na zemlju tvoreći novi ciklus kretanja voda. Pri takvoj cirkulaciji ukupna količina vode na Zemlji ostaje nepromijenjena.

## Osnovni procesi
Osnovni procesi kruženja vode u zemljinom hidrološkom sustavu jesu:
- oborine - percipitation P
- isparavanje – evaporation E
- otjecanje – outflow O
- transpiracija – transpiration T

pri tome u jednom trenutku vrijedi relacija {\displaystyle \ P=E+O} kada je {\displaystyle \Delta H=0}.

## Zalihe vode
U hidrološkom ciklusu neke količine vode zadržavaju se na pojedinim za to pogodnim područjima čime se formiraju oceani, rijeke, prirodne i umjetne akumulacije, ledenjaci i slično. Najveća zaliha vode ili vodeni rezervoar su mora i oceani. Mora i oceani zauzimaju {\displaystyle 97\%=1.320x10^{6}km^{3}}  od ukupne količine vode na Zemlji - {\displaystyle (1.360x10^{6}km^{3})}. Ostatak je {\displaystyle 3\%=40x10^{6}km^{3}} i taj postotak zauzima slatka voda.
Od ukupne količine slatke vode, 75% zauzimaju led i snijeg, 24,5% zauzimaju podzemne vode i 0,5% zauzimaju ostale vode.
| Prirodno područje retencija | Volumni udio vode [106 km³] | Postotak od ukupne količine vode na Zemlji |
| --------------------------- | --------------------------- | ------------------------------------------ |
| Oceani                      | 1370                        | 97.25                                      |
| Ledene sante i glečeri      | 29                          | 2.05                                       |
| Podzemna voda               | 9.5                         | 0.68                                       |
| Jezera                      | 0.125                       | 0.01                                       |
| Vlaga u tlu                 | 0.065                       | 0.005                                      |
| Atmosfera                   | 0.013                       | 0.001                                      |
| Brzaci i rijeke             | 0.0017                      | 0.0001                                     |
| Biosfera                    | 0.0006                      | 0.00004                                    |

### Vodna bilanca
Vodna bilanca je rezultat analize hidroloških procesa kao dijelova hidroloških ciklusa na određenom prostoru u određenom vremenu.
Vodnom bilancom ili balansom kvantitativno se opisuju hidrološki ciklus i njegove komponente, čemu je osnova zakon o očuvanju mase.
{\displaystyle \ dW=U-I.}

gdje je;
- {\displaystyle \ dW}- promjena mase u ograničenom prostoru
- {\displaystyle \ U} - masa koja je ušla u taj prostor u određenom vremenu - predstavlja oborine kao ulaznu veličinu
- {\displaystyle \ I} - masa koja je izašla iz tog prostora u određenom vremenu - predstavlja isparavanje i otjecanje kao izlaznu veličinu

Pod prostorom se podrazumijeva jedan dio Zemljine površine iako gornje postavke mogu vrijediti na svim razinama - od cijelog planeta do pojedinačnih vodnogospodarskih sustava za transformaciju ili/i korištenje voda.

Iz gore navedenog vrijedi sljedeća jednadžba promjene vodnih količina na nekom prostoru:
{\displaystyle \ U-I=\pm \Delta H}
U slučaj kada je promjena vodnih količina na nekom prostoru jednaka nuli, odnosno {\displaystyle \ \Delta H=0.} vrijedi:

gdje su {\displaystyle O_{1}} i {\displaystyle O_{2}} brzo i sporo površinsko otjecanje te je ulazna vrijednost jednaka izlaznoj.

#### Jednadžba vodne bilance
{\displaystyle \ H+Q_{dd}+Q_{bd}-E-Q_{do}-Q_{bo}=\pm \Delta V}

gdje:
- {\displaystyle \ H}- predstavlja volumen ukupne oborine
- {\displaystyle \ Q_{dd}} - predstavlja volumen ukupnog i direktnog dotoka s drugih područja - (brzi površinski dotok)
- {\displaystyle \ Q_{bd}} - predstavlja volumen ukupnog baznog dotoka s drugih područja (spori podzemni dotok)
- {\displaystyle \ E} - predstavlja volumen ukupnog isparavanja
- {\displaystyle \ Q_{do}} - predstavlja volumen ukupnog i direktnog otjecanja na druga područja - (brzo površinsko otjecanje)
- {\displaystyle \ Q_{bo}} - predstavlja volumen ukupnog i baznog otjecanja na druga područja - (sporo podzemno otjecanje)
- {\displaystyle \ \Delta V} - predstavlja ukupnu promjenu volumena vode

#### Globalna vodna bilanca
- za dio kopna koje se u more drenira vodotocima, evapotranspiracija je{\displaystyle \ E_{TP}}.

{\displaystyle \ E_{TP}=P_{P}-R_{P}}
gdje su:
{\displaystyle \ P_{P}} - oborine s tog dijela kopna
{\displaystyle \ R_{P}} - ukupne protoke vodotoka s tog dijela kopna.
- za dio kopna koji se ne drenira evapotranspiracija je{\displaystyle \ E_{TA}}.

{\displaystyle \ E_{TA}=P_{A}}
gdje{\displaystyle \ P_{A}} predstavlja oborine s tog dijela kopna
- za more evapotranspiracija je{\displaystyle \ E_{M}}.

{\displaystyle \ E_{M}=P_{M}+R_{P}}
gdje{\displaystyle \ P_{M}} predstavlja oborine na moru

Iz gore navedenog proizlazi da je za svijet evapotranspiracija {\displaystyle ET} jednaka palim oborinama {\displaystyle P}:{\displaystyle \ ET=E_{TP}+E_{TA}+E_{M}=P_{P}+P_{A}+P_{M}=P}

#### Globalne vrijednosti vodne bilance
Prikazane vrijednosti su prosječne i nisu uzete u obzir podzemne vode i sadržaj vlage u tlu.
- za dio kopna koje se drenira vodotocima u mora - {\displaystyle (116.800.000km^{2})}

oborine - 910mm - {\displaystyle (906.000km^{3})}
rijeke - 350 mm - {\displaystyle (41.000km^{3})}
evapotranspiracija - 560 mm' - {\displaystyle (65.000km^{3})}
- za dio kopna koji se neposredno ne drenira u mora - {\displaystyle (32.100.000km^{2})}

oborine - 238mm - {\displaystyle (7.500km^{3})}
evapotranspiracija - 238mm - {\displaystyle (7.500km^{3})}
- za svjetska mora  - {\displaystyle (361.100.000km^{2})}

oborine - 1.140mm  - {\displaystyle (411.600km^{3})}
dotok rijekama - 111mm  - {\displaystyle (41.000km^{3})}
evapotranspiracija - 560mm - {\displaystyle (65.000km^{3})}
- za planet Zemlju  - {\displaystyle (510.000.000km^{2})}

oborine - 1.030mm   - {\displaystyle (525.100km^{3})}
evapotranspiracija - 1.030mm  - {\displaystyle (525.100km^{3})}

## Vrijeme zadržavanja tekućine
| oblik vode           | prosječno vrijeme zadržavanja |
| -------------------- | ----------------------------- |
| oceani               | 3200 godina                   |
| ledenjaci            | 20-100 godina                 |
| sezonski snijeg      | 2-6 mjeseci                   |
| vlaga u tlu          | 1-2 mjeseca                   |
| plitka podzemna voda | 100-200 godina                |
| duboka podzemna voda | 10 000 godina                 |
| jezera               | 50-100 godina                 |
| rijeke               | 2-6 mjeseci                   |
| atmosferska vlaga    | 9 dana                        |

Vrijeme zadržavanja vodnih količina je prosječno vrijeme koje je potrebno za jedan ciklus izmjene tekućine.
Primjerice, ako se trenutna količina vode u prirodnom spremniku označi kao stara voda, a sva voda koja u svakom sljedećem novom trenutku dotječe označi kao nova voda, vrijeme zadržavanja tekućine je ono koje je potrebno za potpunu zamjenu stare tekućine novom.
Od svih vodnih količina na Zemlji, najkraće vrijeme zadržavanja ima voda u atmosferi, a najdulje imaju duboke podzemne vode zbog toga što na njihovim mjestima nema bitne evapotranspiracije, nema bujičnog toka, a protok kroz pore stijena je reda veličine metra po godini.

## Vanjske poveznice
- Uprava vodnoga gospodarstva i zaštite mora
- Hrvatske vode
- Pojava i utjecaj podzemne vode - .pdf  Arhivirana inačica izvorne stranice od 10. lipnja 2007. (Wayback Machine)